# Främling
 (avril 2020).
Si vous disposez d'ouvrages ou d'articles de référence ou si vous connaissez des sites web de qualité traitant du thème abordé ici, merci de compléter l'article en donnant les références utiles à sa vérifiabilité et en les liant à la section « Notes et références ».
Albums de Carola
Julefrid med Carola
Främling est le premier disque de la chanteuse suédoise Carola. Il est sorti le 26 mai 1983, produit par Lasse Holm sous le label Mariann Music.
À ce jour, ce disque est le plus vendu en Suède avec plus d'un million de copies vendues.
En 2008, pour le 25e anniversaire de la sortie de cet album, une réédition a été pressée sous le titre de Främling 25 år.

## Liste des chansons
- 01. Främling (Lasse Holm / Monica Forsberg)
- 02. Säg mig var du står (M Dusier / P Souer / G Elias / I Forsman)
- 03. Benjamin (M Dusier / G Elias / Ingela "Pling" Forsman)
- 04. Gör det någonting (T Söderberg / Monica Forsberg)
- 05. Gloria (GC Bigazzi / Umberto Tozzi / Ingela "Pling" Forsman)
- 06. You Bring Out The Best In Me (B Findon / M Myers)
- 07. Mickey (Nicki Chinn / Mike Chapman / Ingela "Pling" Forsman)
- 08. Se på mig (Lasse Holm / Ingela "Pling" Forsman)
- 09. Liv (Lasse Holm / Ingela "Pling" Forsman)
- 10. Visa lite mänsklighet (M Leeson / P Vale / L Öhman)
- 11. 14 maj (B Wade / T Cliff / Ingela "Pling" Forsmanman)
- 12. Du försvinner i natten (A McCrorie / L Öhman)

## Single

### Främling
- A. Främling (chanson représentant la Suède au concours eurovision de la chanson 1983)[1]
- B. Liv

## Classement
- Suède n°1
- Norvège n°2